# Corps Tigurinia Zürich
Das Corps Tigurinia Zürich ist ein Corps (Studentenverbindung) an der Universität Zürich. Es ist pflichtschlagend und farbentragend. Seine Farben sind tiefrot–weiss–dunkelblau auf weiss (Renoncenfarben: tiefrot–dunkelblau), die Mützenfarbe rot (Sommer: weisser Stürmer). Tigurinia ist Mitglied im Kösener Senioren-Convents-Verband (KSCV).

## Geschichte

### Tigurinia I
Tigurinia – der Name leitet sich von Lat. Tigurum/Turicum für Zürich respektive korrekterweise vom Pagus der helvetischen Tiguriner ab – wurde am 11. November 1850 von drei Mitgliedern des ehemaligen Corps Hilaria Zürich (1847–1849) und neun Angehörigen der nur im Sommer 1850 bestandenen Verbindung Fuchsia Zürich gestiftet, nahm schnell einen bedeutenden Aufschwung und wurde durch seine straffe Organisation zum Vorbild für viele andere studentische Verbindungen in Zürich. Bereits im ersten Semester gehörten ihr 10 % der gesamten Studentenschaft Zürichs an. Ihre Mitglieder rekrutierten sich etwa je zur Hälfte aus Schweizern und Deutschen. Auch als die Schweizer Mitglieder im Winter 1856/57 im Konflikt um das Fürstentum Neuenburg (Neuenburgerhandel) geschlossen in das Freicorps der Zürcher Studentenschaft eintraten, tat dies dem inneren Zusammenhalt keinen Abbruch.
Seit den 1860er Jahren bestanden offizielle Beziehungen zu deutschen Corps wie Hansea Bonn, Nassovia Würzburg, Rhenania Heidelberg, Franconia München, Guestphalia Berlin, Franconia Tübingen, Teutonia Gießen, Rhenania Straßburg und Saxonia Leipzig. Gustav Kern initiierte das 1875 abgeschlossene Freundschaftsverhältnis mit Baltia Königsberg. Es war das geografisch weiteste in Deutschland.
1862 trat Tigurinia als Einzelcorps dem KSCV bei. 1881 war sie das präsidierende Vorortcorps und stellte mit Vermeil den Vorsitzenden des oKC.
Universitätsgeschichtliche Bedeutung erlangte sie am 2. August 1864 während des Auszugs der Polytechniker nach Rapperswil. Als Universitätscorps war Tigurinia eigentlich nicht betroffen, erklärte sich aber solidarisch und wurde um die Übernahme der Führung ersucht. Die Aufnahme von Angehörigen des Polytechnikums in das Corps wurde damals allerdings noch abgelehnt.
1870 erfolgte wegen der Mobilmachung der deutschen Mitglieder eine vorübergehende Suspension, 1873 die Rekonstitution durch Angehörige der roten Helvetia. Probleme bereitete in dieser Zeit immer wieder das behördliche Verbot des studentischen Fechtens.

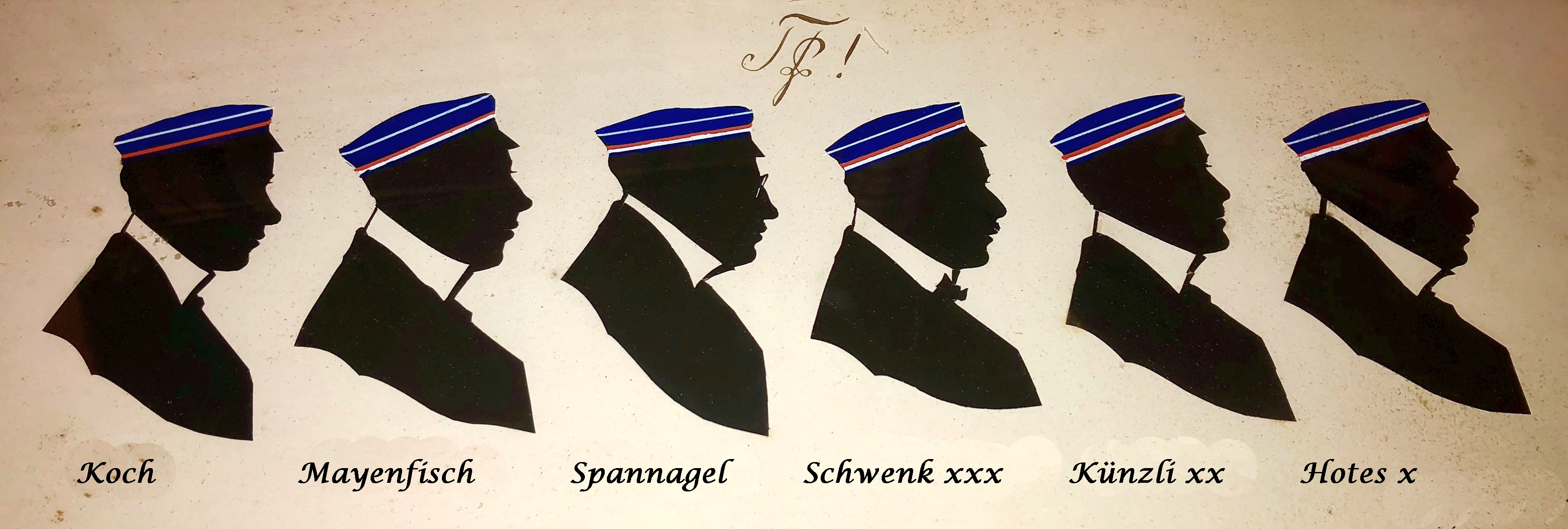
Aktive und Alte Herren der Tigurinia im WS 1902/03

Das Corps wurde 1882 wegen Verstosses gegen das Duellgesetz kurzfristig aufgelöst, konnte aber unter dem Decknamen Teutonia weiterbestehen. Während sich an anderen Schweizer Universitätsstandorten über den Ersten Weltkrieg hinaus keine Kösener Corps halten konnten, bestand Tigurinia mit weiteren kurzen Unterbrechungen (1884–1893, 1914–1918) zunächst bis 1923, musste dann aber aus Nachwuchsmangel erneut den Aktivenbetrieb einstellen. Pläne zu einer Übersiedlung nach Frankfurt am Main, wie sie 1914 vor Ausbruch des Ersten Weltkriegs bereits beschlossen waren, wurden ebenso wenig verwirklicht wie eine wiederholt diskutierte Fusion mit Franconia München. Stattdessen wurde Tigurinia 1927 bei erneuter Rekonstitution nach Köln verlegt. Bis zur Verlegung war Tigurinia Mitglied im „Losen Verband“ (LV), dem 1915 gegründeten Zusammenschluss der schlagenden Korporationen in Zürich.
In Köln formierte sich am 13. Mai 1928 mit dem Verband alter Tiguriner auch erstmals ein organisierter Zusammenschluss der Alten Herren des Corps. Unter dem 1. November 1931 suspendierte Tigurinia letztmals und beschloss die Rückverlegung nach Zürich ohne Rekonstitution. Mit dem Ablauf der in den Kösener Statuten vorgegebenen Rekonstitutionsfrist und dem Ableben des letzten Mitglieds ist das Corps erloschen.
Tigurinia kommt als einzigem über einen längeren Zeitraum bestehenden Kösener Corps in der Schweiz studentengeschichtlich eine besondere Bedeutung zu. Schon in seinen ersten Jahren fand es Interesse und Anerkennung bei der Professorenschaft der Universität, die seine Veranstaltungen regelmässig besuchte. Durch einen hohen Anteil Schweizer Militärs (darunter General Ulrich Wille), Politiker und Wissenschaftler spielte es auch im außeruniversitären Gesellschaftsleben eine grosse Rolle.

### Tigurinia II
Tigurinia II wurde am 30. Juni 2007 in bewusster Aufnahme der Tradition der früheren Tigurinia in Zürich durch Angehörige auswärtiger Kösener Corps gestiftet. Sie fühlt sich ebenso den Traditionen der anderen schweizerischen Corps verpflichtet, die dem KSCV angehörten, namentlich dem Corps Alamannia Basel (1869–1878), dem Corps Rhenania Bern (1870–1880) und dem Corps Helvetia Zürich (Grün-Helvetia) im KSCV.
Tigurinia II, die sich in der Tradition der Tigurinia I als dem grünen Kreis nahestehend betrachtet und lockere Verbindungen zu diesem pflegt, ist ebenfalls Mitglied des Kösener Senioren-Convents-Verbandes und heute das einzige Mitgliedscorps, das seinen Sitz in der Schweiz hat. Befreundete Verhältnisse bestehen (wieder) mit Rhenania Heidelberg und Teutonia Gießen. 
Von 2015 bis 2019 besaß Tigurinia II eine Corpswohnung in Zürich Oberstrass in der Nähe von Universität und ETH. Die Corpszeitung der Tigurinia ist benannt nach dem ersten Kneiplokal der Tigurinia I in Zürich, der „Häfelei“, und erscheint zwei Mal jährlich.

## Mitglieder der Tigurinia I
| Name                        | Lebensdaten    | Tätigkeit | Abbildung                               |
| --------------------------- | -------------- | --- | --------------------------------------- |
| Hans Baur                   | 1870–1937      | Schweizer reformierter Pfarrer |                                         |
| Karl Friedrich Beug         | 1883–1965      | deutscher Industrieller |                                         |
| Otto Binswanger             | 1852–1929      | Psychiater und Neurologe, Professor für Medizin an der Universität Jena | Otto Binswanger                         |
| Georg Bluntschli            | 1878–1948      | Schweiz. Oberst der Artillerie, Artilleriechef der Gotthard-Besatzung |                                         |
| Richard Camenisch           | 1837–1904      | Schweizer Anwalt und Politiker |                                         |
| Benno Credé                 | 1847–1929      | deutscher Chirurg und Generalarzt |                                         |
| Fritz Doerr                 | 1858–1935      | Lederfabrikant |                                         |
| Friedrich Erismann          | 1842–1915      | Professor für Hygiene an der Universität Moskau, Stadtrat in Zürich |                                         |
| Victor Fehr                 | 1846–1938      | Gutsbesitzer und Offizier, Kantonsrat im Thurgau für die freisinnig-demokratische Partei, Mitgründer und Präsident der Gesellschaft schweizerischer Landwirte, Oberst und Brigadekommandant der Kavallerie |                                         |
| Fritz Fick                  | 1871–1929      | Rechtsanwalt |                                         |
| Eugen von Gienanth          | 1846–1893      | Industrieller |                                         |
| Robert Göldlin von Tiefenau | 1832–1903      | Schweizer Militärarzt, Oberinstruktor der eidgenössischen Sanitätstruppen |                                         |
| Max Horn                    | 1890–nach 1962 | Vorsitzender des Bundesverbandes der freien Berufe |                                         |
| Johann Friedrich Horner     | 1831–1886      | Professor für Augenheilkunde an der Universität Zürich |                                         |
| Hans Knüsli                 | 1841–1921      | Kantonsrat, Verwaltungsratspräsident der Schweizerischen Lokomotiv- und Maschinenfabrik; Mitglied des Verwaltungsrats der Schweizerischen Bundesbahnen (SBB)                                               |                                         |
| Hans Mayenfisch             | 1882–1957      | Bankier, Teilhaber des Bankgeschäfts Julius Bär & Co. (Zürich), Kunstsammler |                                         |
| Karl Mellinger              | 1858–1917      | Ordinarius für Ophthalmologie an der Universität Basel |                                         |
| Hans von Meyenburg          | 1887–1971      | Schweizer Pathologe, Rektor der Universität Zürich |                                         |
| Ernst Meyer                 | 1908–1972      | Versicherungsjurist, Vorstand der Allianz-Versicherungs-AG |                                         |
| Johannes von Muralt         | 1877–1947      | Schweiz. Oberstdivisionär, Vorstand der Sektion für Festungswesen, Präsident des Schweizerischen Roten Kreuzes                                                                                             | Johannes von Muralt                     |
| Carl Passavant              | 1854–1887      | Arzt und Forschungsreisender | Carl Passavant                          |
| Carl von Peistel            | 1862–1930      | Verwaltungsjurist in Preußen | Carl von Peistel                        |
| Otto Schärrer               | 1877–1938      | Regierungsrat und Regierungsratspräsident des Kantons Schaffhausen | Otto Schärrer                           |
| Max Schede                  | 1844–1902      | Chirurg, Professor für Medizin an der Universität Bonn | Max Schede                              |
| Rudolf von Schoen-Angerer   | 1857–1943      | Regierungsvizepräsident in Minden, Breslau und Marienwerder |                                         |
| Anton Schrafl               | 1873–1945      | Generaldirektor der SBB | Anton Schrafl                           |
| Carl Schwenk                | 1852–1942      | Unternehmer, Inhaber der Cement- und Betonsteinwerke Ulm |                                         |
| Albert Stadler              | 1817–1890      | Schweizer Oberstdivisionär |                                         |
| Hermann Steinbuch           | 1863–1925      | Oberstkorpskommandant der Schweizer Armee | Hermann Steinbuch                       |
| Jakob Johann von Weyrauch   | 1845–1917      | Mathematiker, Professor und Rektor der Technischen Hochschule Stuttgart | Jakob Johann (James) von Weyrauch, 1868 |
| Ulrich Wille                | 1848–1925      | General und Oberbefehlshaber der Schweizer Armee | Ulrich Wille als CB der Tigurinia       |

## Mitglieder der Tigurinia II
| Name            | Lebensdaten | Tätigkeit                             | Abbildung       |
| --------------- | ----------- | ------------------------------------- | --------------- |
| Peter Hauser    | (1943–2025) | Schweizer Rechtsanwalt, Ehrenmitglied | Peter Hauser    |
| Jürgen Herrlein | * 1962      | deutscher Rechtsanwalt                | Jürgen Herrlein |